# Eberhard Umbach

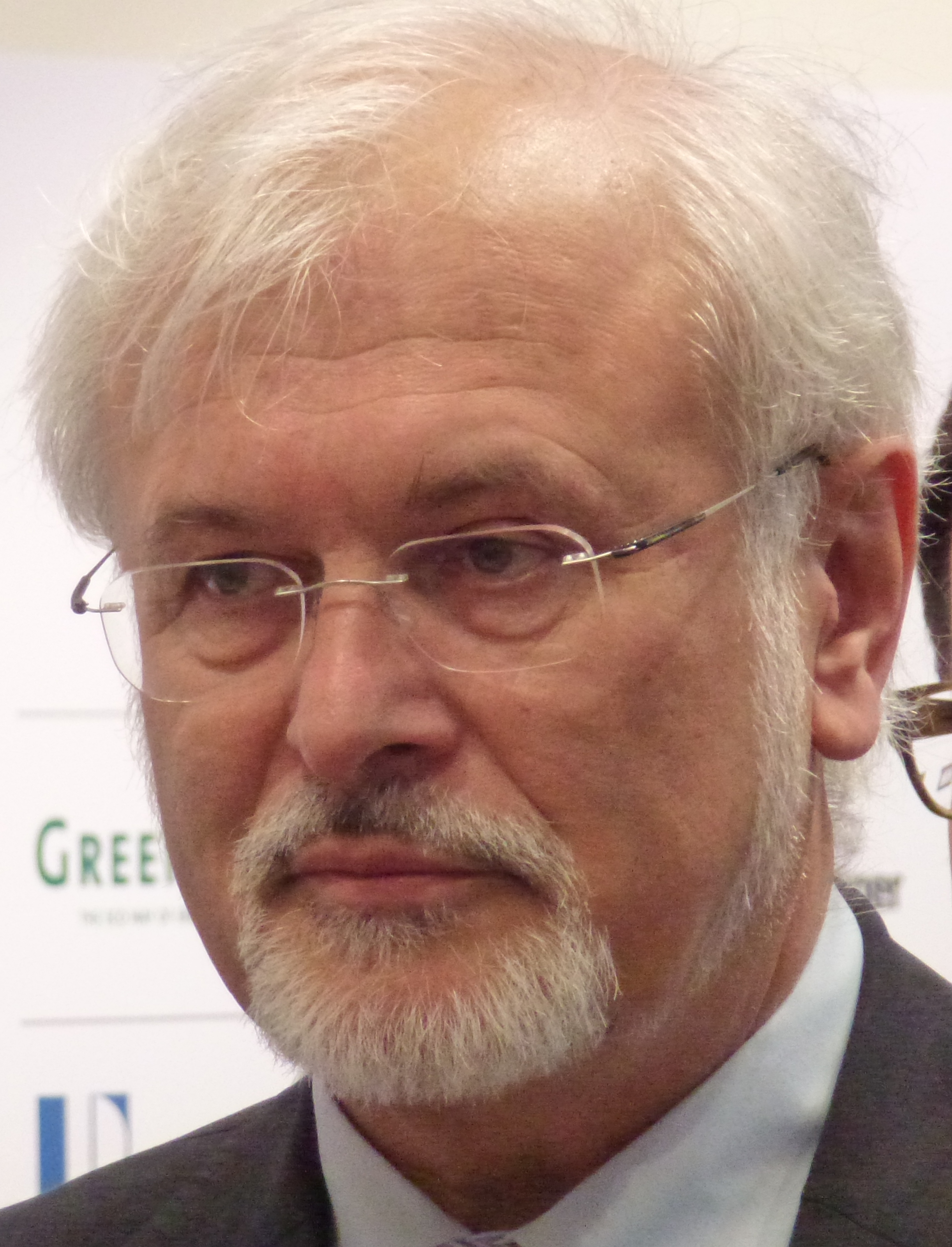
Eberhard Umbach 2012

Eberhard Umbach (* 12. April 1948 in Bad Lauterberg) ist ein deutscher Physiker im Bereich der experimentellen Oberflächenphysik und Wissenschaftsmanager.

## Leben
Er studierte Physik an der Technischen Universität München und wurde 1980 mit Auszeichnung promoviert. Nach einem Forschungsaufenthalt in den USA habilitierte er 1986 ebenfalls an der TU München.
Umbach war von 1987 bis 1993 Professor an der Universität Stuttgart sowie 1993 bis 2007 Lehrstuhlinhaber für Experimentalphysik an der Universität Würzburg.
Von 2006 bis 2008 war er Präsident der Deutschen Physikalischen Gesellschaft.
Im Jahr 2007 wurde er Vorstandsvorsitzender des Forschungszentrums Karlsruhe (FZK). Nach der Fusion des FZK mit der Universität Karlsruhe zum Karlsruher Institut für Technologie (KIT) wurde er am 1. Oktober 2009 dessen Präsident. Im Oktober 2013 verabschiedete das KIT Eberhard Umbach in den Ruhestand.
Bis zu seinem Ausscheiden am KIT war Umbach zudem Vizepräsident der Helmholtz-Gemeinschaft für den Forschungsbereich Energie.
Umbach ist Mitglied der Deutschen Akademie der Technikwissenschaften (Acatech) und korrespondierendes Mitglied der Akademie der Wissenschaften zu Göttingen.

## Auszeichnungen
- 1989 Gaede-Preis

## Schriften
- E. Umbach, S. Kulkarni, P. Feulner, D. Menzel: A multimethod study of the adsorption of NO on Ru(001): I. XPS, UPS and XAES measurements. In: Surface Science. Vol. 88, 1979, S. 65–94, doi:10.1016/0039-6028(79)90568-5.
- E. Umbach, M. Sokolowski, R. Fink: Substrate-interaction, long-range order, and epitaxy of large organic adsorbates. In: Applied Physics A – Materials Science and Processing. Vol. 63, 1996, S. 565–576, doi:10.1007/BF01567212.
- K. Glockler, c. Seidel, A. Soukopp, M. Sokolowski, E. Umbach, M. Bohringer, R. Berndt, W. D. Schneider: Highly ordered structures and submolecular scanning tunnelling microscopy contrast of PTCDA and DM-PBDCI monolayers on Ag(111) and Ag(110). In: Surface Science. Vol. 405, 1998, S. 1–20, doi:10.1016/S0039-6028(97)00888-1.
- E. Umbach, K. Glockler, M. Sokolowski: Surface „architecture“ with large organic molecules: interface order and epitaxy. In: Surface Science. Vol. 402, 1998, S. 20–31, doi:10.1016/S0039-6028(98)00014-4.